# بوب بلاكبيرن (صحفي)
بوب بلاكبيرن (بالإنجليزية: Bob Blackburn)‏ هو صحفي أمريكي، ولد في 14 أكتوبر 1924، وتوفي في 8 يناير 2010.